# Élections municipales de 2014 dans la Haute-Marne
Les élections municipales se sont déroulées les 23 et 30 mars 2014 dans la Haute-Marne.

## Maires sortants et maires élus
Le scrutin est marqué par une certaine évolution. La gauche perd Wassy au profit d'un candidat divers-droite. Le Parti Communiste perd Bettancourt-la-Férrée. Seul réconfort pour les divers-gauche, le gain de Chevillon, arrachée à la droite. Chaumont, la préfecture, Saint-Dizier et Langres restent à droite avec les réélections de Sylvie Guillémy, François Cornut-Gentille et Sophie Delong. 
| Commune                          | Population | Maire sortant            | Parti | Parti | Maire élu                | Parti | Parti         |
| -------------------------------- | ---------- | ------------------------ | ----- | ----- | ------------------------ | ----- | ------------- |
| Bayard-sur-Marne                 | 1 427      | Christian Dubois         |       | DVD   | Christian Dubois         |       | DVD           |
| Bettancourt-la-Ferrée            | 1 763      | Alain Blanchard          |       | PCF   | Dominique Laurent        |       | DVG           |
| Biesles                          | 1 394      | Michel André             |       | DVD   | Michel André             |       | DVD           |
| Bologne                          | 1 879      | Jean-Yves Roy            |       | DVD   | Jean-Yves Roy            |       | DVD           |
| Bourbonne-les-Bains              | 2 197      | André Noirot             |       | UMP   | Dominique Richard Brice  |       | DVD           |
| Chalindrey                       | 2 533      | Bernard Donnet           |       | DVD   | Jean-Pierre Garnier      |       | DVG           |
| Chamarandes-Choignes             | 1 050      | Henry Cunier             |       |       | Bernadette Retournard    |       | DVD           |
| Chancenay                        | 1 043      | Alain Dervogne           |       | DVG   | Alain Dervogne           |       | DVG           |
| Châteauvillain                   | 1 653      | Marie-Claude Lavocat     |       | UMP   | Marie-Claude Lavocat     |       | UMP           |
| Chaumont                         | 22 705     | Christine Guillemy       |       | DVD   | Christine Guillemy       |       | DVD           |
| Chevillon                        | 1 399      | Michel Bozek             |       | UMP   | Dominique Mercier        |       | DVG           |
| Éclaron-Braucourt-Sainte-Livière | 2 041      | Jean Rimbert             |       |       | Jean-Yves Marin          |       |               |
| Eurville-Bienville               | 2 067      | Jean Bozek               |       | DVD   | Jean Bozek               |       | DVD           |
| Fayl-Billot                      | 1 434      | Sylvain Petit            |       | DVD   | Sylvain Petit            |       | DVD           |
| Froncles                         | 1 592      | Patrice Voirin           |       |       | Patrice Voirin           |       |               |
| Joinville                        | 3 560      | Bertrand Ollivier        |       | DVD   | Bertrand Ollivier        |       | DVD           |
| Jonchery                         | 1 023      | Daniel Barraud           |       |       | Sylvie Roux              |       | DVD           |
| Langres                          | 7 968      | Didier Loiseau           |       | UMP   | Sophie Delong            |       | UMP dissident |
| Montier-en-Der                   | 2 091      | Jean-Jacques Bayer       |       | UMP   | Jean-Jacques Bayer       |       | UMP           |
| Nogent                           | 3 953      | Anne-Marie Nedelec       |       | DVD   | Anne-Marie Nedelec       |       | DVD           |
| Rolampont                        | 1 593      | Marie-José Ruel          |       | DVD   | Marie-José Ruel          |       | DVD           |
| Saint-Dizier                     | 24 825     | François Cornut-Gentille |       | UMP   | François Cornut-Gentille |       | UMP           |
| Val-de-Meuse                     | 1 929      | Gérard Didier            |       | DVD   | Romary Didier            |       | DVD           |
| Villiers-en-Lieu                 | 1 569      | Michel Garet             |       | DVD   | Michel Garet             |       | DVD           |
| Wassy                            | 2 952      | Alain Gavier             |       | PS    | Christel Mathieu         |       | DVD           |

## Résultats dans les communes de plus de1 000 habitants

### Bayard-sur-Marne
- Maire sortant : Christian Dubois (DVD)
- 15 sièges à pourvoir au conseil municipal (population légale 2011 : 1 427 habitants)
- 3 sièges à pourvoir au conseil communautaire (CA Saint-Dizier, Der et Blaise)

|                          | Christian Dubois * | DVD            | 567   | 69,31  | 13 | 3 |  |  |
|                          | Jean Pierron       | SE             | 251   | 30,68  | 2  |   |  |  |
|                          |                    |                |       |        |    |   |  |  |
| Inscrits                 | Inscrits           | Inscrits       | 1 149 | 100,00 |    |   |  |  |
| Abstentions              | Abstentions        | Abstentions    | 315   | 27,42  |    |   |  |  |
| Votants                  | Votants            | Votants        | 834   | 72,58  |    |   |  |  |
| Blancs et nuls           | Blancs et nuls     | Blancs et nuls | 16    | 1,92   |    |   |  |  |
| Exprimés                 | Exprimés           | Exprimés       | 818   | 98,08  |    |   |  |  |
| * Liste du maire sortant |                    |                |       |        |    |   |  |  |

### Bettancourt-la-Ferrée
- Maire sortant : Alain Blanchard (PCF)
- 19 sièges à pourvoir au conseil municipal (population légale 2011 : 1 763 habitants)
- 3 sièges à pourvoir au conseil communautaire (CA Saint-Dizier, Der et Blaise)

|                | Dominique Laurent | DVG            | 747   | 69,23  | 16 | 3 |  |  |
|                | Fabrice Huber     | DVG            | 332   | 30,76  | 3  |   |  |  |
|                |                   |                |       |        |    |   |  |  |
| Inscrits       | Inscrits          | Inscrits       | 1 721 | 100,00 |    |   |  |  |
| Abstentions    | Abstentions       | Abstentions    | 564   | 32,77  |    |   |  |  |
| Votants        | Votants           | Votants        | 1 157 | 67,23  |    |   |  |  |
| Blancs et nuls | Blancs et nuls    | Blancs et nuls | 78    | 6,74   |    |   |  |  |
| Exprimés       | Exprimés          | Exprimés       | 1 079 | 93,26  |    |   |  |  |

### Biesles
- Maire sortant : Michel André
- 15 sièges à pourvoir au conseil municipal (population légale 2011 : 1 394 habitants)
- 5 sièges à pourvoir au conseil communautaire (CA de Chaumont)

|                          | Michel André *   | DVD            | 505   | 68,05  | 13 | 5 |  |  |
|                          | Emmanuel Baverel | DVD            | 237   | 31,94  | 2  |   |  |  |
|                          |                  |                |       |        |    |   |  |  |
| Inscrits                 | Inscrits         | Inscrits       | 1 124 | 100,00 |    |   |  |  |
| Abstentions              | Abstentions      | Abstentions    | 346   | 30,78  |    |   |  |  |
| Votants                  | Votants          | Votants        | 778   | 69,22  |    |   |  |  |
| Blancs et nuls           | Blancs et nuls   | Blancs et nuls | 36    | 4,63   |    |   |  |  |
| Exprimés                 | Exprimés         | Exprimés       | 742   | 95,37  |    |   |  |  |
| * Liste du maire sortant |                  |                |       |        |    |   |  |  |

### Bologne
- Maire sortant : Jean-Yves Roy
- 19 sièges à pourvoir au conseil municipal (population légale 2011 : 1 879 habitants)
- 8 sièges à pourvoir au conseil communautaire (CA de Chaumont)

|                          | Jean-Yves Roy * | DVD            | 624   | 100,00 | 19 | 8 |  |  |
|                          |                 |                |       |        |    |   |  |  |
| Inscrits                 | Inscrits        | Inscrits       | 1 346 | 100,00 |    |   |  |  |
| Abstentions              | Abstentions     | Abstentions    | 565   | 41,98  |    |   |  |  |
| Votants                  | Votants         | Votants        | 781   | 58,02  |    |   |  |  |
| Blancs et nuls           | Blancs et nuls  | Blancs et nuls | 157   | 20,10  |    |   |  |  |
| Exprimés                 | Exprimés        | Exprimés       | 624   | 79,90  |    |   |  |  |
| * Liste du maire sortant |                 |                |       |        |    |   |  |  |

### Bourbonne-les-Bains
- Maire sortant : André Noirot (UMP)
- 19 sièges à pourvoir au conseil municipal (population légale 2011 : 2 197 habitants)
- 13 sièges à pourvoir au conseil communautaire (CC des Savoir-Faire)

|                | Dominique Richard Brice | DVD            | 619   | 55,41  | 15 | 10 |  |  |
|                | Jean-François Mouchotte | DVD            | 498   | 44,58  | 4  | 3  |  |  |
|                |                         |                |       |        |    |    |  |  |
| Inscrits       | Inscrits                | Inscrits       | 1 651 | 100,00 |    |    |  |  |
| Abstentions    | Abstentions             | Abstentions    | 472   | 28,59  |    |    |  |  |
| Votants        | Votants                 | Votants        | 1 179 | 71,41  |    |    |  |  |
| Blancs et nuls | Blancs et nuls          | Blancs et nuls | 62    | 5,26   |    |    |  |  |
| Exprimés       | Exprimés                | Exprimés       | 1 117 | 94,74  |    |    |  |  |

### Chalindrey
- Maire sortant : Bernard Donnet (SE)
- 23 sièges à pourvoir au conseil municipal (population légale 2011 : 2 533 habitants)
- 7 sièges à pourvoir au conseil communautaire (CC des Savoir-Faire)

|                | Jean-Pierre Garnier | DVG            | 912   | 68,41  | 20 | 6 |  |  |
|                | François Hun        | DVG            | 421   | 31,58  | 3  | 1 |  |  |
|                |                     |                |       |        |    |   |  |  |
| Inscrits       | Inscrits            | Inscrits       | 1 801 | 100,00 |    |   |  |  |
| Abstentions    | Abstentions         | Abstentions    | 428   | 23,76  |    |   |  |  |
| Votants        | Votants             | Votants        | 1 373 | 76,24  |    |   |  |  |
| Blancs et nuls | Blancs et nuls      | Blancs et nuls | 40    | 2,91   |    |   |  |  |
| Exprimés       | Exprimés            | Exprimés       | 1 333 | 97,09  |    |   |  |  |

### Chamarandes-Choignes
- Maire sortant : Henry Cunier
- 15 sièges à pourvoir au conseil municipal (population légale 2011 : 1 050 habitants)
- 4 sièges à pourvoir au conseil communautaire (CA de Chaumont)

|                | Bernadette Retournard | DVD            | 434 | 100,00 | 15 | 4 |  |  |
|                |                       |                |     |        |    |   |  |  |
| Inscrits       | Inscrits              | Inscrits       | 839 | 100,00 |    |   |  |  |
| Abstentions    | Abstentions           | Abstentions    | 330 | 39,33  |    |   |  |  |
| Votants        | Votants               | Votants        | 509 | 60,67  |    |   |  |  |
| Blancs et nuls | Blancs et nuls        | Blancs et nuls | 75  | 14,73  |    |   |  |  |
| Exprimés       | Exprimés              | Exprimés       | 434 | 85,27  |    |   |  |  |

### Chancenay
- Maire sortant : Alain Dervogne
- 15 sièges à pourvoir au conseil municipal (population légale 2011 : 1 043 habitants)
- 2 sièges à pourvoir au conseil communautaire (CA Saint-Dizier, Der et Blaise)

|                          | Alain Dervogne * | DVG            | 444 | 100,00 | 15 | 2 |  |  |
|                          |                  |                |     |        |    |   |  |  |
| Inscrits                 | Inscrits         | Inscrits       | 875 | 100,00 |    |   |  |  |
| Abstentions              | Abstentions      | Abstentions    | 335 | 38,29  |    |   |  |  |
| Votants                  | Votants          | Votants        | 540 | 61,71  |    |   |  |  |
| Blancs et nuls           | Blancs et nuls   | Blancs et nuls | 96  | 17,78  |    |   |  |  |
| Exprimés                 | Exprimés         | Exprimés       | 444 | 82,22  |    |   |  |  |
| * Liste du maire sortant |                  |                |     |        |    |   |  |  |

### Châteauvillain
- Maire sortant : Marie-Claude Lavocat (UMP)
- 19 sièges à pourvoir au conseil municipal (population légale 2011 : 1 653 habitants)
- 7 sièges à pourvoir au conseil communautaire (CC des Trois Forêts)

|                          | Marie-Claude Lavocat * | DVD            | 483   | 56,69  | 15 | 6 |  |  |
|                          | Jean-Claude Guyot      | DVD            | 261   | 30,63  | 3  | 1 |  |  |
|                          | Annick Tainturier      | SE             | 108   | 12,67  | 1  |   |  |  |
|                          |                        |                |       |        |    |   |  |  |
| Inscrits                 | Inscrits               | Inscrits       | 1 224 | 100,00 |    |   |  |  |
| Abstentions              | Abstentions            | Abstentions    | 329   | 26,88  |    |   |  |  |
| Votants                  | Votants                | Votants        | 895   | 73,12  |    |   |  |  |
| Blancs et nuls           | Blancs et nuls         | Blancs et nuls | 43    | 4,80   |    |   |  |  |
| Exprimés                 | Exprimés               | Exprimés       | 852   | 95,20  |    |   |  |  |
| * Liste du maire sortant |                        |                |       |        |    |   |  |  |

### Chaumont
- Maire sortant : Christine Guillemy (DVD)
- 35 sièges à pourvoir au conseil municipal (population légale 2011 : 22 705 habitants)
- 22 sièges à pourvoir au conseil communautaire (CA de Chaumont)

| Tête de liste            | Tête de liste        | Liste             | Premier tour | Premier tour | Second tour | Second tour | Sièges | Sièges |
| Tête de liste            | Tête de liste        | Liste             | Voix         | %            | Voix        | %           | CM     | CC     |
| ------------------------ | -------------------- | ----------------- | ------------ | ------------ | ----------- | ----------- | ------ | ------ |
|                          | Christine Guillemy * | UMP - UDI - MoDem | 3 880        | 47,61        | 4 262       | 52,26       | 27     | 17     |
|                          | Patrick Lefevre      | PS - PCF - EELV   | 2 100        | 25,77        | 2 312       | 28,35       | 5      | 3      |
|                          | Cyril De Rouvre      | DVD               | 1 795        | 22,02        | 1 580       | 19,37       | 3      | 2      |
|                          | Thierry Simon        | DVD               | 374          | 4,58         |             |             |        |        |
|                          |                      |                   |              |              |             |             |        |        |
| Inscrits                 | Inscrits             | Inscrits          | 16 089       | 100,00       | 16 089      | 100,00      |        |        |
| Abstentions              | Abstentions          | Abstentions       | 7 446        | 46,28        | 7 532       | 46,81       |        |        |
| Votants                  | Votants              | Votants           | 8 643        | 53,72        | 8 557       | 53,19       |        |        |
| Blancs et nuls           | Blancs et nuls       | Blancs et nuls    | 494          | 5,72         | 403         | 4,71        |        |        |
| Exprimés                 | Exprimés             | Exprimés          | 8 149        | 94,28        | 8 154       | 95,29       |        |        |
| * Liste du maire sortant |                      |                   |              |              |             |             |        |        |

### Chevillon
- Maire sortant : Michel Bozek
- 15 sièges à pourvoir au conseil municipal (population légale 2011 : 1 399 habitants)
- 3 sièges à pourvoir au conseil communautaire (CA Saint-Dizier, Der et Blaise)

|                          | Dominique Mercier | DVG            | 410   | 52,09  | 12 | 2 |  |  |
|                          | Michel Bozek *    | DVD            | 377   | 47,90  | 3  | 1 |  |  |
|                          |                   |                |       |        |    |   |  |  |
| Inscrits                 | Inscrits          | Inscrits       | 1 006 | 100,00 |    |   |  |  |
| Abstentions              | Abstentions       | Abstentions    | 186   | 18,49  |    |   |  |  |
| Votants                  | Votants           | Votants        | 820   | 81,51  |    |   |  |  |
| Blancs et nuls           | Blancs et nuls    | Blancs et nuls | 33    | 4,02   |    |   |  |  |
| Exprimés                 | Exprimés          | Exprimés       | 787   | 95,98  |    |   |  |  |
| * Liste du maire sortant |                   |                |       |        |    |   |  |  |

### Éclaron-Braucourt-Sainte-Livière
- Maire sortant : Jean Rimbert
- 19 sièges à pourvoir au conseil municipal (population légale 2011 : 2 041 habitants)
- 3 sièges à pourvoir au conseil communautaire (CA Saint-Dizier, Der et Blaise)

|                | Jean-Yves Marin | SE             | 646   | 100,00 | 19 | 3 |  |  |
|                |                 |                |       |        |    |   |  |  |
| Inscrits       | Inscrits        | Inscrits       | 1 575 | 100,00 |    |   |  |  |
| Abstentions    | Abstentions     | Abstentions    | 675   | 42,86  |    |   |  |  |
| Votants        | Votants         | Votants        | 900   | 57,14  |    |   |  |  |
| Blancs et nuls | Blancs et nuls  | Blancs et nuls | 254   | 28,22  |    |   |  |  |
| Exprimés       | Exprimés        | Exprimés       | 646   | 71,78  |    |   |  |  |

### Eurville-Bienville
- Maire sortant : Jean Bozek
- 19 sièges à pourvoir au conseil municipal (population légale 2011 : 2 067 habitants)
- 4 sièges à pourvoir au conseil communautaire (CA Saint-Dizier, Der et Blaise)

| Tête de liste            | Tête de liste     | Liste          | Premier tour | Premier tour | Second tour | Second tour | Sièges | Sièges |
| Tête de liste            | Tête de liste     | Liste          | Voix         | %            | Voix        | %           | CM     | CC     |
| ------------------------ | ----------------- | -------------- | ------------ | ------------ | ----------- | ----------- | ------ | ------ |
|                          | Jean Bozek *      | DVD            | 508          | 45,31        | 562         | 48,95       | 15     | 3      |
|                          | Remy Thiebault    | DVD            | 421          | 37,55        | 449         | 39,11       | 3      | 1      |
|                          | Bernard Kovalenko | DVG            | 192          | 17,12        | 137         | 11,93       | 1      |        |
|                          |                   |                |              |              |             |             |        |        |
| Inscrits                 | Inscrits          | Inscrits       | 1 464        | 100,00       | 1 464       | 100,00      |        |        |
| Abstentions              | Abstentions       | Abstentions    | 313          | 21,38        | 300         | 20,49       |        |        |
| Votants                  | Votants           | Votants        | 1 151        | 78,62        | 1 164       | 79,51       |        |        |
| Blancs et nuls           | Blancs et nuls    | Blancs et nuls | 30           | 2,61         | 16          | 1,37        |        |        |
| Exprimés                 | Exprimés          | Exprimés       | 1 121        | 97,39        | 1 148       | 98,63       |        |        |
| * Liste du maire sortant |                   |                |              |              |             |             |        |        |

### Fayl-Billot
- Maire sortant : Sylvain Petit
- 15 sièges à pourvoir au conseil municipal (population légale 2011 : 1 434 habitants)
- 6 sièges à pourvoir au conseil communautaire (CC des Savoir-Faire)

|                          | Sylvain Petit * | DVD            | 359 | 100,00 | 15 | 6 |  |  |
|                          |                 |                |     |        |    |   |  |  |
| Inscrits                 | Inscrits        | Inscrits       | 932 | 100,00 |    |   |  |  |
| Abstentions              | Abstentions     | Abstentions    | 308 | 33,05  |    |   |  |  |
| Votants                  | Votants         | Votants        | 624 | 66,95  |    |   |  |  |
| Blancs et nuls           | Blancs et nuls  | Blancs et nuls | 265 | 42,47  |    |   |  |  |
| Exprimés                 | Exprimés        | Exprimés       | 359 | 57,53  |    |   |  |  |
| * Liste du maire sortant |                 |                |     |        |    |   |  |  |

### Froncles
- Maire sortant : Patrice Voirin
- 19 sièges à pourvoir au conseil municipal (population légale 2011 : 1 592 habitants)
- 8 sièges à pourvoir au conseil communautaire (CA de Chaumont)

|                          | Patrice Voirin *   | SE             | 558   | 72,09  | 17 | 7 |  |  |
|                          | Jean-Pierre Derrez | DVD            | 216   | 27,90  | 2  | 1 |  |  |
|                          |                    |                |       |        |    |   |  |  |
| Inscrits                 | Inscrits           | Inscrits       | 1 205 | 100,00 |    |   |  |  |
| Abstentions              | Abstentions        | Abstentions    | 355   | 29,46  |    |   |  |  |
| Votants                  | Votants            | Votants        | 850   | 70,54  |    |   |  |  |
| Blancs et nuls           | Blancs et nuls     | Blancs et nuls | 76    | 8,94   |    |   |  |  |
| Exprimés                 | Exprimés           | Exprimés       | 774   | 91,06  |    |   |  |  |
| * Liste du maire sortant |                    |                |       |        |    |   |  |  |

### Joinville
- Maire sortant : Bertrand Ollivier
- 27 sièges à pourvoir au conseil municipal (population légale 2011 : 3 560 habitants)
- 14 sièges à pourvoir au conseil communautaire (CC du Bassin de Joinville en Champagne)

|                          | Bertrand Ollivier * | DVD            | 856   | 62,94  | 23 | 12 |  |  |
|                          | Étienne Jeanmaire   | DVD            | 225   | 16,54  | 2  | 1  |  |  |
|                          | Nicole Lecorre      | FN             | 160   | 11,76  | 1  | 1  |  |  |
|                          | Gerard Mattera      | DVG            | 119   | 8,75   | 1  |    |  |  |
|                          |                     |                |       |        |    |    |  |  |
| Inscrits                 | Inscrits            | Inscrits       | 2 385 | 100,00 |    |    |  |  |
| Abstentions              | Abstentions         | Abstentions    | 960   | 40,25  |    |    |  |  |
| Votants                  | Votants             | Votants        | 1 425 | 59,75  |    |    |  |  |
| Blancs et nuls           | Blancs et nuls      | Blancs et nuls | 65    | 4,56   |    |    |  |  |
| Exprimés                 | Exprimés            | Exprimés       | 1 360 | 95,44  |    |    |  |  |
| * Liste du maire sortant |                     |                |       |        |    |    |  |  |

### Jonchery
- Maire sortant : Daniel Barraud
- 15 sièges à pourvoir au conseil municipal (population légale 2011 : 1 023 habitants)
- 4 sièges à pourvoir au conseil communautaire (CA de Chaumont)

|                | Sylvie Roux     | DVD            | 341 | 60,14  | 12 | 3 |  |  |
|                | Didier Bednarek | DVG            | 226 | 39,85  | 3  | 1 |  |  |
|                |                 |                |     |        |    |   |  |  |
| Inscrits       | Inscrits        | Inscrits       | 780 | 100,00 |    |   |  |  |
| Abstentions    | Abstentions     | Abstentions    | 173 | 22,18  |    |   |  |  |
| Votants        | Votants         | Votants        | 607 | 77,82  |    |   |  |  |
| Blancs et nuls | Blancs et nuls  | Blancs et nuls | 40  | 6,59   |    |   |  |  |
| Exprimés       | Exprimés        | Exprimés       | 567 | 93,41  |    |   |  |  |

### Langres
- Maire sortant : Didier Loiseau
- 29 sièges à pourvoir au conseil municipal (population légale 2011 : 7 968 habitants)
- 23 sièges à pourvoir au conseil communautaire (CC du Grand Langres)

| Tête de liste            | Tête de liste    | Liste          | Premier tour | Premier tour | Second tour | Second tour | Sièges | Sièges |
| Tête de liste            | Tête de liste    | Liste          | Voix         | %            | Voix        | %           | CM     | CC     |
| ------------------------ | ---------------- | -------------- | ------------ | ------------ | ----------- | ----------- | ------ | ------ |
|                          | Sophie Delong    | DVD            | 1 295        | 38,97        | 1 764       | 52,65       | 22     | 18     |
|                          | Didier Jannaud   | PS-PCF-EELV    | 1 283        | 38,60        | 1 586       | 47,34       | 7      | 5      |
|                          | Didier Loiseau * | UMP            | 745          | 22,41        |             |             |        |        |
|                          |                  |                |              |              |             |             |        |        |
| Inscrits                 | Inscrits         | Inscrits       | 5 587        | 100,00       | 5 587       | 100,00      |        |        |
| Abstentions              | Abstentions      | Abstentions    | 2 182        | 39,05        | 2 085       | 37,32       |        |        |
| Votants                  | Votants          | Votants        | 3 405        | 60,95        | 3 502       | 62,68       |        |        |
| Blancs et nuls           | Blancs et nuls   | Blancs et nuls | 82           | 2,41         | 152         | 4,34        |        |        |
| Exprimés                 | Exprimés         | Exprimés       | 3 323        | 97,59        | 3 350       | 95,66       |        |        |
| * Liste du maire sortant |                  |                |              |              |             |             |        |        |

### Montier-en-Der
- Maire sortant : Jean-Jacques Bayer
- 19 sièges à pourvoir au conseil municipal (population légale 2011 : 2 091 habitants)
- 9 sièges à pourvoir au conseil communautaire (CC du Pays du Der)

|                          | Jean-Jacques Bayer * | DVD            | 645   | 100,00 | 19 | 9 |  |  |
|                          |                      |                |       |        |    |   |  |  |
| Inscrits                 | Inscrits             | Inscrits       | 1 471 | 100,00 |    |   |  |  |
| Abstentions              | Abstentions          | Abstentions    | 572   | 38,89  |    |   |  |  |
| Votants                  | Votants              | Votants        | 899   | 61,11  |    |   |  |  |
| Blancs et nuls           | Blancs et nuls       | Blancs et nuls | 254   | 28,25  |    |   |  |  |
| Exprimés                 | Exprimés             | Exprimés       | 645   | 71,75  |    |   |  |  |
| * Liste du maire sortant |                      |                |       |        |    |   |  |  |

### Nogent
- Maire sortant : Anne-Marie Nedelec
- 27 sièges à pourvoir au conseil municipal (population légale 2011 : 3 953 habitants)
- 14 sièges à pourvoir au conseil communautaire (CA de Chaumont)

|                          | Anne-Marie Nedelec * | DVD            | 1 125 | 67,64  | 23 | 12 |  |  |
|                          | Daniel Cousin        | DVG            | 376   | 22,60  | 3  | 2  |  |  |
|                          | Serge Auvergne       | DVG            | 162   | 9,74   | 1  |    |  |  |
|                          |                      |                |       |        |    |    |  |  |
| Inscrits                 | Inscrits             | Inscrits       | 2 747 | 100,00 |    |    |  |  |
| Abstentions              | Abstentions          | Abstentions    | 1 001 | 36,44  |    |    |  |  |
| Votants                  | Votants              | Votants        | 1 746 | 63,56  |    |    |  |  |
| Blancs et nuls           | Blancs et nuls       | Blancs et nuls | 83    | 4,75   |    |    |  |  |
| Exprimés                 | Exprimés             | Exprimés       | 1 663 | 95,25  |    |    |  |  |
| * Liste du maire sortant |                      |                |       |        |    |    |  |  |

### Rolampont
- Maire sortant : Marie-José Ruel
- 19 sièges à pourvoir au conseil municipal (population légale 2011 : 1 593 habitants)
- 4 sièges à pourvoir au conseil communautaire (CC du Grand Langres)

|                          | Marie-Josée Ruel * | DVD            | 522   | 62,06  | 16 | 3 |  |  |
|                          | Stéphane Sanchez   | SE             | 319   | 37,93  | 3  | 1 |  |  |
|                          |                    |                |       |        |    |   |  |  |
| Inscrits                 | Inscrits           | Inscrits       | 1 286 | 100,00 |    |   |  |  |
| Abstentions              | Abstentions        | Abstentions    | 402   | 31,26  |    |   |  |  |
| Votants                  | Votants            | Votants        | 884   | 68,74  |    |   |  |  |
| Blancs et nuls           | Blancs et nuls     | Blancs et nuls | 43    | 4,86   |    |   |  |  |
| Exprimés                 | Exprimés           | Exprimés       | 841   | 95,14  |    |   |  |  |
| * Liste du maire sortant |                    |                |       |        |    |   |  |  |

### Saint-Dizier
- Maire sortant : François Cornut-Gentille
- 35 sièges à pourvoir au conseil municipal (population légale 2011 : 24 825 habitants)
- 22 sièges à pourvoir au conseil communautaire (CA Saint-Dizier, Der et Blaise)

|                          | François Cornut-Gentille * | UMP            | 5 330  | 72,62  | 31 | 19 |  |  |
|                          | Jean-Luc Bouzon            | FG             | 1 338  | 18,23  | 3  | 2  |  |  |
|                          | Nicole Samour              | PS-PCF-EELV    | 671    | 9,14   | 1  | 1  |  |  |
|                          |                            |                |        |        |    |    |  |  |
| Inscrits                 | Inscrits                   | Inscrits       | 16 710 | 100,00 |    |    |  |  |
| Abstentions              | Abstentions                | Abstentions    | 8 998  | 53,85  |    |    |  |  |
| Votants                  | Votants                    | Votants        | 7 712  | 46,15  |    |    |  |  |
| Blancs et nuls           | Blancs et nuls             | Blancs et nuls | 373    | 4,84   |    |    |  |  |
| Exprimés                 | Exprimés                   | Exprimés       | 7 339  | 95,16  |    |    |  |  |
| * Liste du maire sortant |                            |                |        |        |    |    |  |  |

### Val-de-Meuse
- Maire sortant : Gérard Didier
- 19 sièges à pourvoir au conseil municipal (population légale 2011 : 1 929 habitants)
- 12 sièges à pourvoir au conseil communautaire (CC du Grand Langres)

|                | Romary Didier  | DVD            | 553   | 100,00 | 19 | 12 |  |  |
|                |                |                |       |        |    |    |  |  |
| Inscrits       | Inscrits       | Inscrits       | 1 464 | 100,00 |    |    |  |  |
| Abstentions    | Abstentions    | Abstentions    | 583   | 39,82  |    |    |  |  |
| Votants        | Votants        | Votants        | 881   | 60,18  |    |    |  |  |
| Blancs et nuls | Blancs et nuls | Blancs et nuls | 328   | 37,23  |    |    |  |  |
| Exprimés       | Exprimés       | Exprimés       | 553   | 62,77  |    |    |  |  |

### Villiers-en-Lieu
- Maire sortant : Michel Garet
- 19 sièges à pourvoir au conseil municipal (population légale 2011 : 1 569 habitants)
- 3 sièges à pourvoir au conseil communautaire (CA Saint-Dizier, Der et Blaise)

|                          | Michel Garet * | DVD            | 561   | 100,00 | 19 | 3 |  |  |
|                          |                |                |       |        |    |   |  |  |
| Inscrits                 | Inscrits       | Inscrits       | 1 200 | 100,00 |    |   |  |  |
| Abstentions              | Abstentions    | Abstentions    | 511   | 42,58  |    |   |  |  |
| Votants                  | Votants        | Votants        | 689   | 57,42  |    |   |  |  |
| Blancs et nuls           | Blancs et nuls | Blancs et nuls | 128   | 18,58  |    |   |  |  |
| Exprimés                 | Exprimés       | Exprimés       | 561   | 81,42  |    |   |  |  |
| * Liste du maire sortant |                |                |       |        |    |   |  |  |

### Wassy
- Maire sortant : Alain Gavier
- 23 sièges à pourvoir au conseil municipal (population légale 2011 : 2 952 habitants)
- 5 sièges à pourvoir au conseil communautaire (CA Saint-Dizier, Der et Blaise)

| Tête de liste            | Tête de liste          | Liste          | Premier tour | Premier tour | Second tour | Second tour | Sièges | Sièges |
| Tête de liste            | Tête de liste          | Liste          | Voix         | %            | Voix        | %           | CM     | CC     |
| ------------------------ | ---------------------- | -------------- | ------------ | ------------ | ----------- | ----------- | ------ | ------ |
|                          | Christel Mathieu       | DVD            | 454          | 40,14        | 598         | 47,01       | 17     | 4      |
|                          | Alain Gavier *         | DVG            | 401          | 35,45        | 442         | 34,74       | 4      | 1      |
|                          | Jean-Alain Charpentier | SE             | 276          | 24,40        | 232         | 18,23       | 2      |        |
|                          |                        |                |              |              |             |             |        |        |
| Inscrits                 | Inscrits               | Inscrits       | 2 024        | 100,00       | 2 024       | 100,00      |        |        |
| Abstentions              | Abstentions            | Abstentions    | 789          | 38,98        | 704         | 34,78       |        |        |
| Votants                  | Votants                | Votants        | 1 235        | 61,02        | 1 320       | 65,22       |        |        |
| Blancs et nuls           | Blancs et nuls         | Blancs et nuls | 104          | 8,42         | 48          | 3,64        |        |        |
| Exprimés                 | Exprimés               | Exprimés       | 1 131        | 91,58        | 1 272       | 96,36       |        |        |
| * Liste du maire sortant |                        |                |              |              |             |             |        |        |